# Rolf Lindén
Rolf Ingemar Lindén, född 28 januari 1957 i Fuglie församling i Malmöhus län, är en svensk politiker (socialdemokrat). Han var riksdagsledamot (statsrådsersättare) 2002–2006, invald för Göteborgs kommuns valkrets.

## Riksdagsledamot
Lindén kandiderade i riksdagsvalet 2002 och blev ersättare. Han var statsrådsersättare för Leif Pagrotsky från och med 30 september 2002.
I riksdagen var Lindén ledamot i miljö- och jordbruksutskottet 2002–2006. Han var även suppleant i arbetsmarknadsutskottet, skatteutskottet och miljö- och jordbruksutskottet, samt deputerad i sammansatta utrikes-, miljö- och jordbruksutskottet.
Lindén kandiderade även i riksdagsvalet 2006 och blev ersättare. Hans uppdrag som statsrådsersättare för Leif Pagrotsky varade till och med 2 oktober 2006.